# Найщасливіший день у житті Оллі Мякі
«Найщасливіший день у житті Оллі Мякі» (фін. Hymyilevä mies) — фінський драматичний фільм, знятий Югом Куосманеном. Світова прем'єра стрічки відбулась 19 травня 2016 року на Каннському міжнародному кінофестивалі. Фільм розповідає історію фінського боксера Оллі Мякі.
Фільм був висунутий Фінляндією на премію «Оскар» за найкращий фільм іноземною мовою.

## У ролях
- Яркко Лагті — Оллі Мякі
- Уна Ейрола — Рая Мякі
- Еєро Мілонофф — Еєліс Аск

## Визнання
| Нагороди та номінації фільму «Найщасливіший день у житті Оллі Мякі» | Нагороди та номінації фільму «Найщасливіший день у житті Оллі Мякі» | Нагороди та номінації фільму «Найщасливіший день у житті Оллі Мякі» | Нагороди та номінації фільму «Найщасливіший день у житті Оллі Мякі» | Нагороди та номінації фільму «Найщасливіший день у житті Оллі Мякі» | Нагороди та номінації фільму «Найщасливіший день у житті Оллі Мякі» |
| Рік                                                                 | Кінопремія / Кінофестиваль                                          | Категорія / Нагорода                                                | Номінант                                                            | Результат                                                           |                                                                     |
| ------------------------------------------------------------------- | ------------------------------------------------------------------- | ------------------------------------------------------------------- | ------------------------------------------------------------------- | ------------------------------------------------------------------- | ------------------------------------------------------------------- |
| 2016                                                                | Каннський кінофестиваль                                             | Найкращий фільм («Особливий погляд»)                                | «Найщасливіший день у житті Оллі Мякі»                              | Перемога                                                            |                                                                     |
| 2016                                                                | Каннський кінофестиваль                                             | «Золота камера» за найкращий дебютний фільм                         | «Найщасливіший день у житті Оллі Мякі»                              | Номінація                                                           |                                                                     |
| 2016                                                                | Мюнхенський кінофестиваль                                           | Найкращий фільм нового режисера                                     | «Найщасливіший день у житті Оллі Мякі»                              | Номінація                                                           |                                                                     |
| 2016                                                                | Північна Рада                                                       | Кіноприз Північної Ради                                             | «Найщасливіший день у житті Оллі Мякі»                              | Номінація                                                           |                                                                     |